# Giải đua ô tô Công thức 1 Las Vegas
Giải đua ô tô Công thức 1 Las Vegas là một chặng đua Công thức 1 đang được lên kế hoạch tổ chức tại Giải đua xe Công thức 1 2023 tại một trường đua đường phố tạm thời bao gồm Dải Las Vegas ở Las Vegas, Nevada.

## Lịch sử
Giải đua ô tô Công thức 1 Las Vegas sẽ là chặng đua Công thức 1 đầu tiên diễn ra ở Las Vegas kể từ Giải đua ô tô Công thức 1 Caesars Palace 1982. Chặng đua này dự kiến sẽ diễn ra xung quanh Dải Las Vegas trên một trường đua đường phố hoàn toàn mới. Đây sẽ là chặng đua Công thức 1 thứ ba được tổ chức ở Hoa Kỳ vào năm 2023 sau Giải đua ô tô Công thức 1 Miami và Giải đua ô tô Công thức 1 Hoa Kỳ, đồng thời đánh dấu lần đầu tiên kể từ năm 1982 sẽ có ba cuộc đua được tổ chức ở Hoa Kỳ trong một mùa giải Công thức 1.
Las Vegas đã ký một thỏa thuận với Tập đoàn Công thức 1 (Formula 1) để tổ chức chặng đua cho đến năm 2025 với mục đích là chặng đua sẽ có thể được tổ chức vĩnh viễn.

## Trường đua
Trường đua Las Vegas, địa điểm tổ chức của giải đua ô tô Công thức 1 Las Vegas, được thiết kế bởi công ty Tilke GmbH với dự án do Carsten Tilke, con trai của Hermann Tilke, dẫn đầu. Điều bất thường là Công thức 1 đã mua một mảnh đất để xây dựng các cơ sở vật chất và sân tập cố định được sử dụng trong các chặng đua cuối tuần.
Trường đua này nằm ở trung tâm Las Vegas, có chiều dài 6,201 km, một đoạn đường thẳng dài 1,9 km dọc theo Dải Las Vegas cũng như hai đoạn thẳng khác, 17 góc cua với tổng chiều dài cuộc đua kéo dài 50 vòng và 309,958 km.

## Kết quả theo năm
Tất cả các chặng đua đựoc diễn ra tại trường đua Las Vegas.
| Mùa giải | Tay đua        | Đội đua                    | Chi tiết |
| -------- | -------------- | -------------------------- | -------- |
| 2023     | Max Verstappen | Red Bull Racing-Honda RBPT | Chi tiết |
| 2024     | George Russell | Mercedes                   | Chi tiết |